# Judith Zoebelein
Judith Zoebelein (Estados Unidos, 1948) es la webmaster de Vatican.va, el sitio web del Vaticano, desde 1995, cuando se fundó el sitio web. Es miembro de las Hermanas Franciscanas de la Eucaristía, una orden religiosa de la Iglesia católica.

## Primeros años y trayectoria como religiosa
Tras crecer en un hogar de clase media en Los Hamptons, en el extremo oriental de Long Island, la búsqueda de sentido a la vida la llevó a la vida religiosa. Después de transferirse de la Universidad Hofstra en Long Island, donde estudió teatro irlandés, se unió al Cuerpo de Paz y pasó dos años enseñando inglés en la Tailandia rural. Más tarde, de regreso a Estados Unidos, estudió para enseñar inglés como segunda lengua. Sin embargo, un encuentro con un grupo de monjas, las Hermanas Franciscanas de la Eucaristía, reavivó el catolicismo de su infancia, y así ingresó en la abadía de Meriden, situada en Connecticut.
Como miembro de la abadía, trabajó en agencias de  servicios sociales, viajando por Asia, África, Oriente Medio, América Latina y países de Europa.

## Trayectoria comowebmaster
Es directora editorial técnica del Departamento de Internet de la Santa Sede. Con el paso de los años, se interesó por las computadora s, la configuración de sistemas y los sistemas de telecomunicaciones. Ha experimentado actividades relacionadas con estos intereses en oficinas alrededor del mundo. Después de aventuras en Tailandia, México, Irán y Jerusalén, en 1991 fue llamada al Vaticano. Ella y algunos colegas fueron pioneros de Internet, lanzando Vatican.va, el sitio web del Vaticano, en 1995.
Para ella, la red es la mejor manera de llegar a millones de personas y conectarlas con lo Divino. Aunque el Vaticano ha adoptado rápidamente las últimas innovaciones tecnológicas, afirmó que no espera ver blogueros en el futuro cercano. Ella sueña con un futuro de la Iglesia católica en la web: encontrar formas de ayudar a las parroquias de todo el mundo a utilizar la Web para ampliar su alcance, especialmente a aquellos que llegan a la mayoría de edad durante la revolución de Internet.